# الحاج أحمد شعبان
الحاج أحمد شعبان والمعروف أيضا باسم الحاج شعبان وهو رابع داي للجزائر. أقامته طائفة الرياس مثل أسلافه الأربعة. وصل الحاج شعبان إلى السلطة في عام 1688 بعد رحيل حسين ميزو مورتو، وأكد فورًا للحكومة الفرنسية أن معاهدة السلام التي وقعها سلفه ستظل سارية المفعول وأن تصرفاته الطيبة من أجل السلام. تميز عهده بمحاولة مغربية وتونسية لغزو مملكته ، لكنه هزمهما وفرض عليهما جزية سنوية. بعد عودته من حملته ضد باي تونس عام 1695، كان ضحية محاولة اغتيال بالقرب من مسجد أثناء صلاته لكنه نجا وعوقب هؤلاء المهاجمون. قُتل في 15 أغسطس 1695 خلال انقلاب ميليشيا الجزائر.

## الحرب ضد إيالة تونس والمغرب
تميز الحاج شعبان في الحروب التي خاضها. وبالكاد عند انتخابه ، أعلن الحرب على السلطان العلوي إسماعيل بن شريف ، الذي أراد الاستفادة من الصعوبات الداخلية لوصاية الجزائر من أجل توسيع مملكته نحو تلمسان . التقى الجيشان لأول مرة خلال معركة ملوية عام 1691 ، وهُزم إسماعيل بن شريف وواصل شعبان مسيرته نحو فاس ، حيث واجه مرة أخرى الحاكم العلوي على رأس جيش جديد.
معركة جديدة على وشك أن تبدأ ولكن إسماعيل بن شريف قدم استسلامه. أجبره الحاج شعبان على دفع جزية سنوية وعاد إلى الجزائر العاصمة . في عام 1694 ، اقترح أمير تونسي يُدعى ابن شكر على الحاج شعبان خطته للإطاحة بمرادي بايات تونس. قبل داي الجزائر وغزا الأراضي التونسية حول الكاف يوم24 جوان 1694 والانتصارات على التونسيين فيما سيُعرف لاحقًا باسم معركة الكاف . واصل الداي شعبان الحرب وعاد منتصرا إلى تونس بعد حصار قصير 

## وفاته
بعد هذه الحملات المظفرة، عاد الداي شعبان إلى الجزائر العاصمة يوم 16 فبراير 1695. لكن عندما اقترح حملة أخرى ضد التونسيين، ثارت مليشيا الجزائر ضده. عناصر من هذه الأخيرة تنتهي بخنقه في 15 أغسطس 1695.